# Samodzielny Publiczny Zakład Zaopatrzenia Ortopedycznego w Poznaniu
Samodzielny Publiczny Zakład Zaopatrzenia Ortopedycznego w Poznaniu – zakład działający w latach 1948–2019, zajmujący się udzielaniem świadczeń zdrowotnych polegających na zaopatrywaniu pacjentów w przedmioty ortopedyczne, a od 2007 roku również udzielaniem lekarskich świadczeń opieki zdrowotnej z zakresu ortopedii, zlokalizowany na Wildzie w Poznaniu, przy ul. 28 Czerwca 1956 r. nr 135.

## Historia
Działalność Samodzielnego Publicznego Zakładu Zaopatrzenia Ortopedycznego w Poznaniu została rozpoczęta w 1948 r. przez ortopedę prof. dr hab. Wiktora Degę – twórcę rehabilitacji w Polsce oraz współtwórcę rehabilitacji na świecie.
W 1953 roku Zakład został oficjalnie powołany przez Ministra Zdrowia w formie wyodrębnionej – przyjmując status gospodarstwa pomocniczego przy Państwowym Szpitalu Klinicznym.
W latach następnych Placówka funkcjonowała kolejno pod nazwami: „Warsztaty Ortopedyczne Akademii Medycznej w Poznaniu”, „Zakłady Sprzętu Ortopedycznego Akademii Medycznej w Poznaniu”, „PSK4 Zakłady Sprzętu Ortopedycznego w Poznaniu”.
W grudniu 1998 roku Zakład został bezpośrednio podporządkowany Ministrowi Zdrowia i Opieki Społecznej – ostatecznie przyjmując status samodzielnego publicznego zakładu opieki zdrowotnej (SPZOZ) oraz nazwę „Samodzielny Publiczny Zakład Zaopatrzenia Ortopedycznego w Poznaniu”
17 października 2017 roku Placówka została podporządkowana Uniwersytetowi Medycznemu im. Karola Marcinkowskiego w Poznaniu. Nastąpiło to na mocy porozumienia pomiędzy Ministrem Zdrowia oraz Uniwersytetem, który stał się podmiotem tworzącym dla Zakładu – Porozumienie z dnia 17 października 2017 roku o zmianie podmiotu tworzącego dla Samodzielnego Publicznego Zakładu Zaopatrzenia Ortopedycznego w Poznaniu, zawarte pomiędzy Ministrem Zdrowia, jako Podmiotem Przekazującym oraz Uniwersytetem Medycznym im. Karola Marcinkowskiego w Poznaniu, jako Podmiotem Przejmującym .
25 września 2019 roku Senat Uniwersytetu podjął uchwałę o likwidacji Zakładu – na mocy której od 1 stycznia 2020 roku świadczenia zdrowotne udzielane przez Zakład realizowane są w ramach Ortopedyczno-Rehabilitacyjnego Szpitala Klinicznego im. Wiktora Degi Uniwersytetu Medycznego im. Karola Marcinkowskiego w Poznaniu, a pracownicy Zakładu stali się pracownikami Szpitala .

## Przedmiot działalności
Zakład zajmował się udzielaniem świadczeń zdrowotnych polegających na zaopatrywaniu pacjentów w przedmioty ortopedyczne. Od 2007 roku, zajmował się również udzielaniem lekarskich świadczeń opieki zdrowotnej w zakresie poradni wad postawy, a następnie również poradni urazowo–ortopedycznej.
Placówka oferowała m.in.:
1) przedmioty ortopedyczne wykonywane w Zakładzie dla poszczególnych pacjentów, m.in.:
- protezy kończyn górnych (bioelektryczne, hybrydowe, mechaniczne, kosmetyczne), a w tym z zastosowaniem własnej produkcji: protezowych stawów nadgarstkowych, łokciowych i barkowych, mechanizmów rąk protezowych, wieloczynnościowych haków chwytnych, zawieszeń nośnych i sterujących;
- protezy kończyn dolnych (modularne, hydrauliczne, pneumatyczne, ze sterowaniem elektronicznym);
- aparaty kończyn (AFO, GRAFO, KAFO, HKAFO, reciprokalne, Atlanta, Denis-Browna, spiralne derotacyjne, odwodząco–kroczące);
- gorsety ortopedyczne (Cheneau, Boston, Milwaukee, szkieletowe, doniczkowe);
- obuwie ortopedyczne i wkładki ortopedyczne.

2) gotowe (seryjne) przedmioty ortopedyczne, m.in.:
- wózki inwalidzkie;
- kule i laski inwalidzkie;
- balkoniki.

3) sprzęt do samoobsługi pacjentów produkcji własnej, np. szczypce do podnoszenia przedmiotów, łyżki do butów z przedłużoną i przegubową rączką, przyrządy do zakładania pończoch, postumenty składane do samoobsługi w ubikacji;
4) implanty (wszczepy) własnej produkcji do zabiegów operacyjnych narządu ruchu i zabiegów stomatologicznych;
5) udzielanie ambulatoryjnych świadczeń lekarskich w zakresie leczenia wad postawy u dzieci i młodzieży.
W Zakładzie po raz pierwszy w Polsce wykonano protezę z kolanem sterowanym elektronicznie oraz protezę bioelektryczną.
Do leczenia bocznych skrzywień kręgosłupa (skolioz) w Zakładzie wykonywano gorsety ortopedyczne. Już w latach sześćdziesiątych XX wieku Placówka wykonywała gorsety Milwaukee. W 1978 roku Zakład sprowadził do Polski gorsety Boston i jako pierwszy je wykonywał. W roku 1999, w wyniku bezpośrednich kontaktów ze światowej sławy ortopedą francuskim Jacques Chêneau, Zakład podjął, jako pierwszy w Polsce, wykonywanie gorsetów Cheneau jego autorstwa.
Jacques Chêneau przez wiele lat bezpośrednio szkolił pracowników Zakładu. Bardzo wysoko oceniał wykonywane Gorsety Cheneau – oświadczając, że w tym zakresie Placówka należy do jednego z dwóch najlepszych zakładów w Europie. W 2004 roku wystawił certyfikat zaświadczający, iż wykonywane w Zakładzie Gorsety Cheneau spełniają kryteria jego szkoły terapeutycznej. Zakład jako jedyny w Polsce posiadał taki certyfikat, jak również certyfikat-upoważnienie do wykonywania zmodyfikowanego Gorsetu Cheneau.
W 2018 roku ze świadczeń Placówki korzystali pacjenci z 15 województw. W 2019 roku z poradni wad postawy korzystali pacjenci ze wszystkich województw.
Ponadto w Zakładzie prowadzono staże specjalistyczne dla lekarzy oraz zajęcia z zakresu zaopatrzenia ortopedycznego dla studentów Wydziału Lekarskiego Uniwersytetu Medycznego w Poznaniu.

## Osiągnięcia i nagrody
- 2001 – Nagroda w kategorii przedmioty zaopatrzenia ortopedycznego na Targach Sprzętu Rehabilitacyjnego oraz Sprzętu dla Osób Niepełnosprawnych „Rehabilitacja” w Łodzi,
- 2002 – Złoty Eskulap Międzynarodowych Targów Poznańskich „Salmed”,
- 2004 – Nagroda Gospodarcza Województwa Wielkopolskiego w kategorii „Małe Przedsiębiorstwo w Wielkopolsce”[11],
- 2006 – Tytuł „Polski Kupiec Roku 2006” w branży „usługi”,
- 2008 – Ogólnopolska Nagroda im. Eugeniusza Kwiatkowskiego „Przedsiębiorczość” w branży „usługi”,
- 2016 – Tytuł i Nagroda „Lider Polskiego Lecznictwa 2016” w ramach Ogólnopolskiego Programu Umacniania Wiarygodności „Sylwetki i Marki Polskiej Gospodarki 2016”[10].

## Dyrektorzy
- Wiesław Miedzybłocki (1954–1975),
- Henryk Grabski (1975–2018),
- Dariusz Walkowiak (2018–2019).